# Collegio di Windsor
Windsor è un collegio elettorale inglese situato nel Berkshire rappresentato alla Camera dei comuni del parlamento del Regno Unito. Elegge un membro del parlamento con il sistema maggioritario a turno unico; l'attuale parlamentare è Jack Rankin del Partito Conservatore, che rappresenta il collegio dal 2024.

## Estensione

Il collegio di Windsor dal 2010 al 2024

Il collegio comprende la città di Windsor e porzioni delle aree circostanti del Berkshire.
- Prima del 1868: il borough parlamentare di Windsor che era incentrato sulla parte orientale del Berkshire, nel Sud Est dell'Inghilterra; l'insediamento crebbe intorno al castello di Windsor e l'elettorato poteva anche votare per i rappresentanti presso la contea.
- 1868–1918: i confini del borough parlamentare furono estesi con il Parliamentary Boundaries Act 1868 (31 & 32 Vict., c. 46). Il confine nord del collegio era segnato dal Tamigi, che allora costituiva il confine tra il Buckinghamshire e il Berkshire. Tra il 1885 ed il 1918 il collegio a nord del Tamigi fu Wycombe, e l'altro collegio confinante era quello di Wokingham.
- 1918–1950: il borough parlamentare fu abolito e sostituito da una divisione di contea chiamata Windsor. Le aree di governo locale (come esistevano nel 1918) che erano comprese nel collegio erano il borough municipale di New Windsor e Maidenhead, con i distretti rurali di Cookham, Easthampstead, Windsor e parte di Wokingham.
- 1950–1974: il collegio fu ridotto in dimensioni dal Representation of the People Act 1948, e pertanto rimase a includere i borough municipali di Windsor e Maidenhead, e i distretti rurali di Cookham e Windsor. Nel 1974, la stessa area a parte Eton e Bracknell fu inclusa in un nuovo collegio chiamato Windsor and Maidenhead. Questa stessa area, unitamente a Eton, divenne il Royal Borough of Windsor and Maidenhead nel 1974.
- 1997–2010: nel 1997 il collegio di Windsor venne ricreato per bilanciare la popolazione crescente di Maidenhead e quella di Cookham. Windsor venne unita a Eton e a parte di Slough a nord del Tamigi. I ward inclusi erano: dal Borough of Bracknell Forest: Ascot, Cranbourne e St Mary's; dal Borough of Slough il ward di Foxborough. La parte restante del collegio, nel Royal Borough of Windsor and Maidenhead, comprendeva i ward di Bray, Castle, Clewer North, Clewer South, Datchet, Eton North e South, Eton West, Horton and Wraysbury, Old Windsor, Park, Sunningdale and South Ascot, Sunninghill e Trinity.[1] Nel 1998 vi furono piccole modifiche ai confini della contea nel quadrante nord-orientale del Berkshire. Fu trasferita a Slough una piccola parte del Surrey e un'altra parte dal Buckinghamshire, per costituire Colnbrook and Poyle[2] Questo nuovo ward di Slough (da allora ri-denominato Colnbrook with Poyle) venne assegnato al collegio di Windsor.
- 2010–2024: il collegio comprende i seguenti ward:
  - Ascot, Binfield con Warfield, Warfield Harvest Rise, Winkfield e Cranbourne nel borgo di Bracknell Forest;
  - Colnbrook with Poyle nel borgo di Slough;
  - Ascot and Cheapside, Castle Without, Clewer East, Clewer North, Clewer South, Datchet, Eton and Castle, Eton Wick, Horton e Wraysbury, Old Windsor, Park, Sunningdale, Sunninghill e South Ascot[3] nel borgo reale di Windsor and Maidenhead.
- dal 2024: il collegio comprende i seguenti ward:
  - Englefield Green East, Englefield Green West e Virginia Water nel borgo di Runnymede;
  - Colnbrook with Poyle, Foxborough e Langley Kedermister nel borgo di Slough;
  - Ascot and Sunninghill, Clewer and Dedworth East, Clewer and Dedworth West, Clewer East, Datchet, Horton and Wraysbury, Eton and Castle, Old Windsor e Sunningdale and Cheapside nel Royal Borough of Windsor and Maidenhead.

## Storia
Windsor ha una rappresentanza parlamentare da secoli; i primi membri furono inviati nel 1301 e, in maniera continuativa, dal 1424. Fino al 1868 il collegio elesse due deputati, e in seguito il collegio fu riformato e la sua rappresentanza divenne uninominale. Nel 1974 fu abolito il collegio, e ne venne creato uno simile, chiamato Windsor and Maidenhead. Nel 1997 fu infine ricreato.
All'inizio della sua storia politica, l'area era fortemente influenzata dal sovrano e dai membri della famiglia reale; il castello di Windsor è un'importante residenza reale, la cui esistenza si sviluppa durante la storia del collegio.

### XVII secolo
L'elettorato precedente al 1832 era limitato agli abitanti che pagavano una tassa locale; il 2 maggio 1689 la Camera dei comuni aveva deciso che l'elettorato dovette essere limitato ai membri della Windsor Corporation. Ciò venne impugnato alla successiva elezione, nel 1690, quando il sindaco sottopose membri diversi. La Camera dei comuni ritornò poi sulla decisione del precedente Parlamento e confermò la limitazione alle persone che pagavano una tassa locale.

### XVIII secolo
Nel 1712 vi erano 278 elettori; Namier e brooke stimarono che, nel 1754-1790 vi fossero 300 elettori.
Durante parte del XVIII secolo Guglielmo, duca di Cumberland (figlio di Giorgio II) e la famiglia Beauclerk (discendente da Carlo II) ebbero interessi politici nell'area.
Giorgio III si interessò personalmente nelle elezioni del 1780, combattute aspramente. Giorgio incoraggiò il proprietario terriero locale, Peniston Portlock Powney, a candidarsi pagandogli 2.500 sterline prese dal conto personale del Re, che sperava di sconfiggere Augustus Keppel, deputato in carica. Il Re arrivò a sollecitare anche i commercianti che facevano affari con la casa reale. Dopo questa interferenza reale nelle elezioni, Keppel perse per soli 16 voti. Namiem e Brooke suggeriscono che l'elettorato di Windsor avesse un carattere indipendente, e fosse difficile da gestire.

### XIX secolo
Nel 1832 la possibilità di votare era legata alla proprietà; con il nuovo sistema in quell'anno vi erano 507 elettori registrati. I rappresentanti del borough prima del Reform Act 1832 comprendevano soldati e persone collegate alla casa reale, come Hussey Vivian, I barone Vivian (deputato dal 1826 al 1831) e Herbert Taylor (deputato dal 1820 al 1823). Il collegio elesse anche politici presenti sul piano nazionale, cole il fratello maggiore del duca di Wellington, o il futuro primo ministro Edward Stanley.
la famiglia Ramsbottom occupò il seggio dal 1806 al 1845; il borough era stato leale ai ministri pittiti/tory del re nel tardo XVIII secolo e all'inizio del XIX, ma divenne più tendente alla corrente whigs dopo che fu eletto Ramsbottom (deputato dal 1810 al 1845).
Dal 1860 il sovrano smise di interferire con gli affari locali; il borough cadde sotto il patronato del colonnello R. Richardson-Gardner, proprietario terriero locale che causò animosità dopo, a seguito delle elezioni del 1868, imprigionò i contadini che non lo avevano votato. Questa fu l'ultima elezione parlamentare persa dai conservatori a Windsor.
Nonostante (o forse a causa dei) suoi metodi, Richardson-Gardner fu eletto al Parlamento nel 1874.

### XX secolo
I successivi deputati conservatori, prima della prima guerra mondiale, ebbero considerevole influenza nel collegio, specialmente quando sovvenzionavano le istituzioni locali come gli ospedali.
La divisione di contea creata nel 1918 univa la città di Windsor con il territorio ad ovest, sud ed est che era prima stato nel collegio di Wokingham; il deputato in carica per Wokingham nel 1918, Ernest Gardner, fu il primo rappresentante del nuovo collegio di Windsor "espanso". Il Partito Conservatore rimase a rappresentare il seggio ininterrottamente fino al 1974, quando il collegio di Windsor scomparve temporaneamente dalla Camera dei comuni.

## Profilo
Il collegio esistente dal 1997 continua una tradizione di forti maggioranze conservatrici. Alle elezioni locali il principale partito di opposizione sono i Liberal Democratici, che hanno consiglieri specialmente nella città di Windsor. I ricchi villaggi e le piccole città lungo il Tamigi e intorno a Great Park continuano a contribuire alle grandi maggioranze conservatrici, da Wraysbury ad Ascot.
Il collegio comprende una popolazione che dipende in misura molto limitata dallo Stato, e le proprietà sono tra le più costose del Paese. Nel collegio si è verificata la terza percentuale più alta di voti conservatori del Regno Unito. Alle elezioni generali del 2010 solo due collegi votarono in misura maggiore il partito conservatore: Richmond (Yorks) seguito da Beaconsfield nel Buckinghamshire.

## Membri del parlamento

### Rappresentanti borghesi al Parlamento inglese 1510-1707
| Eletto            | Riunito           | Sciolto           | Primo membro           | Secondo membro                                           |
| ----------------- | ----------------- | ----------------- | ---------------------- | -------------------------------------------------------- |
| 1510              | 21 gennaio 1510   | 23 febbraio 1510  | John Welles            | William Pury                                             |
| 1512              | 4 febbraio 1512   | 4 marzo 1514      | John Welles            | Thomas Rider                                             |
| 1515              | 5 febbraio 1515   | 22 dicembre 1515  | John Welles            | Thomas Rider                                             |
| 1523              | 15 aprile 1523    | 13 agosto 1523    | sconosciuto            | sconosciuto                                              |
| 1529              | 3 novembre 1529   | 14 aprile 1536    | Thomas Warde           | William Simonds                                          |
| 1536              | 8 giugno 1536     | 18 luglio 1536    | sconosciuto            | sconosciuto                                              |
| 1539              | 28 aprile 1539    | 24 luglio 1540    | sconosciuto            | sconosciuto                                              |
| 1542              | 16 gennaio 1542   | 28 marzo 1544     | Richard Warde          | William Simonds                                          |
| 1545              | 23 novembre 1545  | 31 gennaio 1547   | Thomas Legh            | sconosciuto                                              |
| 1547              | 4 novembre 1547   | 15 aprile 1552    | Richard Warde          | Edward Weldon                                            |
| Gennaio 1552      | 4 novembre 1547   | 15 aprile 1552    | Richard Warde          | Thomas Little                                            |
| 1553              | 1 marzo 1553      | 31 marzo 1553     | Richard Warde          | Richard Amyce                                            |
| 1553              | 5 ottobre 1553    | 5 dicembre 1553   | Richard Warde          | Thomas Good                                              |
| 1554              | 2 aprile 1554     | 3 maggio 1554     | Richard Warde          | Thomas Butler II                                         |
| 1554              | 12 novembre 1554  | 16 gennaio 1555   | Richard Warde          | William Norreys                                          |
| 1555              | 21 ottobre 1555   | 9 dicembre 1555   | Richard Warde          | William Norreys                                          |
| 14 gennaio 1558   | 20 gennaio 1558   | 17 novembre 1558  | William Hanley         | William Norreys                                          |
| 5 gennaio 1559    | 23 gennaio 1559   | 8 maggio 1559     | Thomas Weldon          | Roger Amyce                                              |
| 1562 o 1563       | 11 gennaio 1563   | 2 gennaio 1567    | Richard Gallys         | John Gresham                                             |
| 1571              | 2 aprile 1571     | 29 maggio 1571    | John Thomson           | Humphrey Michell                                         |
| 12 aprile 1572    | 8 maggio 1572     | 19 aprile 1583    | Edmund Dockwra         | Richard Gallys                                           |
| 1576              | 8 maggio 1572     | 19 aprile 1583    | Edmund Dockwra         | Humphrey Michell                                         |
| 16 novembre 1584  | 23 novembre 1584  | 14 settembre 1585 | Henry Neville          | John Croke III                                           |
| 28 settembre 1586 | 13 ottobre 1586   | 23 marzo 1587     | Henry Neville          | George Woodward                                          |
| 10 ottobre 1588   | 4 febbraio 1589   | 29 marzo 1589     | Henry Neville          | Edward Hake                                              |
| 26 ottobre 1588   | 4 febbraio 1589   | 29 marzo 1589     | Edward Neville I       | Edward Hake                                              |
| 1593              | 18 febbraio 1593  | 10 aprile 1593    | Henry Neville          | Edward Neville II                                        |
| 16 ottobre 1597   | 24 ottobre 1597   | 9 febbraio 1598   | Julius Caesar          | John Norreys                                             |
| 1 ottobre 1601    | 27 ottobre 1601   | 19 dicembre 1601  | Julius Caesar          | (Sir) John Norreys                                       |
| 1604              | 19 marzo 1604     | 9 febbraio 1611   | Samuel Backhouse       | Thomas Durdent morto e sostituito da Sir Francis Howard  |
| 1614              | 5 aprile 1614     | 7 giugno 1614     | Sir Richard Lovelace   | Thomas Woodward                                          |
| 1621              | 16 gennaio 1621   | 8 febbraio 1622   | Sir Charles Howard     | Sir Robert Bennet                                        |
| 1624              | 12 febbraio 1624  | 27 marzo 1625     | Edmund Sawyer          | Thomas Woodward morto e sostituito da Sir William Hewitt |
| 1625              | 17 maggio 1625    | 12 agosto 1625    | William Russell        | Humphrey Newbury                                         |
| 1626              | 6 febbraio 1626   | 15 giugno 1626    | William Russell        | Humphrey Newbury                                         |
| 1628              | 17 marzo 1628     | 10 marzo 1629     | William Beecher        | Thomas Hewett                                            |
|                   | Nessun Parlamento |                   |                        |                                                          |
| 1640              | 13 aprile 1640    | 5 maggio 1640     | Sir Arthur Ingram      | Sir Richard Harrison                                     |
| 1640              | 3 novembre 1640   | 5 dicembre 1648   | Cornelius Holland      | William Taylor Richard Winwood (1641)                    |
| 1640              | 6 dicembre 1648   | 20 aprile 1653    | Cornelius Holland      | William Taylor Richard Winwood (1641)                    |
| 1653              | 4 luglio 1653     | 12 dicembre 1653  | “non rappresentato”    | “non rappresentato”                                      |
| 1654              | 3 settembre 1654  | 22 gennaio 1655   | “non rappresentato”    | “non rappresentato”                                      |
| 1656              | 17 settembre 1656 | 4 febbraio 1658   | “non rappresentato”    | “non rappresentato”                                      |
| 1659              | 27 gennaio 1659   | 22 aprile 1659    | George Starkey         | Christopher Whichcote                                    |
| N/A               | 7 maggio 1659     | 20 febbraio 1660  | sconosciuto            | sconosciuto                                              |
| N/A               | 21 febbraio 1660  | 16 marzo 1660     | sconosciuto            | sconosciuto                                              |
| 3 aprile 1660     | 25 aprile 1660    | 29 dicembre 1660  | Alexander Baker        | Roger Palmer                                             |
| 9 aprile 1661     | 8 maggio 1661     | 24 gennaio 1679   | Sir Richard Braham     | Thomas Higgons                                           |
| 19 febbraio 1677  | 8 maggio 1661     | 24 gennaio 1679   | Sir Francis Winnington | Thomas Higgons                                           |
| 27 febbraio 1679  | 6 marzo 1679      | 12 luglio 1679    | Sir John Ernle         | John Powney                                              |
| 5 aprile 1679     | 6 marzo 1679      | 12 luglio 1679    | Richard Winwood        | Samuel Starkey                                           |
| 29 agosto 1679    | 21 ottobre 1680   | 18 gennaio 1681   | John Powney            | John Carey                                               |
| 4 novembre 1680   | 21 ottobre 1680   | 18 gennaio 1681   | Samuel Starkey         | Richard Winwood                                          |
| 1681              | 21 marzo 1681     | 28 marzo 1681     | Samuel Starkey         | Richard Winwood                                          |
| 28 marzo 1685     | 19 maggio 1685    | 2 giugno 1687     | William Chiffinch      | Richard Graham                                           |
| 11 gennaio 1689   | 22 gennaio 1689   | 6 febbraio 1690   | Henry Powle            | Christopher Wren                                         |
| 23 maggio 1689    | 22 gennaio 1689   | 6 febbraio 1690   | Henry Powle            | Sir Algernon maggio                                      |
| 6 marzo 1690      | 20 marzo 1690     | 11 ottobre 1695   | Christopher Wren       | Baptist maggio                                           |
| 17 maggio 1690    | 20 marzo 1690     | 11 ottobre 1695   | Sir Charles Porter     | William Adderley                                         |
| 20 novembre 1693  | 20 marzo 1690     | 11 ottobre 1695   | Sir Charles Porter     | Sir William Scawen                                       |
| 23 ottobre 1695   | 22 novembre 1695  | 6 luglio 1698     | Sir William Scawen     | Visconte Fitzhardinge                                    |
| 21 agosto 1698    | 24 agosto 1698    | 19 dicembre 1700  | Visconte Fitzhardinge  | Richard Topham                                           |
| 3 gennaio 1701    | 6 febbraio 1701   | 11 novembre 1701  | Visconte Fitzhardinge  | Richard Topham                                           |
| 21 novembre 1701  | 30 dicembre 1701  | 2 luglio 1702     | Visconte Fitzhardinge  | Richard Topham                                           |
| 16 agosto 1702    | 20 agosto 1702    | 5 aprile 1705     | Visconte Fitzhardinge  | Richard Topham                                           |
| 8 maggio 1705     | 14 giugno 1705    | 1707              | Visconte Fitzhardinge  | Richard Topham                                           |

### Deputati nel periodo 1707–1868
| Elezione | Deputato                                     | Deputato                                      |
| -------- | -------------------------------------------- | --------------------------------------------- |
| 1707     | John, visconte Fitzhardinge                  | Richard Topham                                |
| 1708     | John, visconte Fitzhardinge                  | Richard Topham                                |
| 1710     | William Paul                                 | Richard Topham                                |
| 1711     | Samuel Masham                                | Richard Topham                                |
| 1712     | Charles Aldworth                             | Richard Topham                                |
| 1713     | Charles Aldworth                             | Christopher Wren                              |
| 1715     | Robert Gayer Sir Henry Ashurst, Bt           | Christopher Wren Samuel Travers               |
| 1722     | Charles, Earl of Burford Lord Vere Beauclerk | William, conte di Inchiquin                   |
| 1727     | Lord Vere Beauclerk                          | George, visconte Malpas Lord Sidney Beauclerk |
| 1734     | Lord Vere Beauclerk                          | Lord Sidney Beauclerk                         |
| 1741     | Henry Fox                                    | Lord Sidney Beauclerk Lord George Beauclerk   |
| 1747     | Henry Fox                                    | Lord George Beauclerk                         |
| 1754     | Henry Fox                                    | Hon. John Fitzwilliam                         |
| 1761     | John Fitzwilliam                             | Augustus Keppel                               |
| 1768     | Augustus Keppel                              | Lord George Beauclerk Richard Tonson          |
| 1772     | Augustus Keppel                              | John Hussey-Montagu                           |
| 1780     | John Hussey-Montagu                          | Peniston Portlock Powney                      |
| 1784     | John Hussey-Montagu Il conte di Mornington   | Peniston Portlock Powney                      |

| Anno | Anno                               | Anno                     | Primo deputato                                     | Primo partito              | Secondo deputato           | Secondo partito            |
| ---- | ---------------------------------- | ------------------------ | -------------------------------------------------- | -------------------------- | -------------------------- | -------------------------- |
|      |                                    | 1790                     | Peniston Portlock Powney                           | Tory                       | Il conte di Mornington     | Non appartenente a partiti |
| 1794 | William Grant                      |                          |                                                    | Tory                       | Il conte di Mornington     | Non appartenente a partiti |
|      | 1796                               | Henry Isherwood          | Robert Fulke Greville                              | Tory                       | Tory                       |                            |
| 1797 | Sir William Johnston, Bt           |                          | Robert Fulke Greville                              | Tory                       | Tory                       |                            |
| 1802 | John Williams                      |                          | Robert Fulke Greville                              | Tory                       | Tory                       |                            |
| 1804 | Arthur Vansittart                  |                          | Robert Fulke Greville                              | Tory                       | Tory                       |                            |
| 1806 | Edward Disbrowe                    | Richard Ramsbottom       |                                                    | Tory                       | Tory                       |                            |
|      | Edward Disbrowe                    | 1810                     | John Ramsbottom, junior in seguito John Ramsbottom | Tory                       | Non appartenente a partiti |                            |
|      | Edward Disbrowe                    | 1812                     | John Ramsbottom, junior in seguito John Ramsbottom | Tory                       | Whigs                      |                            |
| 1819 | Lord Graves                        |                          | John Ramsbottom, junior in seguito John Ramsbottom | Tory                       | Whigs                      |                            |
| 1820 | Sir Herbert Taylor                 |                          | John Ramsbottom, junior in seguito John Ramsbottom | Tory                       | Whigs                      |                            |
|      | 1823                               | Edward Cromwell Disbrowe | John Ramsbottom, junior in seguito John Ramsbottom | Non appartenente a partiti | Whigs                      |                            |
| 1826 | Sir Richard Hussey Vivian          |                          | John Ramsbottom, junior in seguito John Ramsbottom | Non appartenente a partiti | Whigs                      |                            |
|      | Sir Richard Hussey Vivian          | 1830                     | John Ramsbottom, junior in seguito John Ramsbottom | Whigs                      | Whigs                      |                            |
| 1831 | Edward Stanley                     |                          | John Ramsbottom, junior in seguito John Ramsbottom | Whigs                      | Whigs                      |                            |
| 1832 | Sir Samuel John Brooke Pechell, Bt |                          | John Ramsbottom, junior in seguito John Ramsbottom | Whigs                      | Whigs                      |                            |
|      | 1835                               | John Edmund de Beauvoir  | John Ramsbottom, junior in seguito John Ramsbottom | Radicale                   | Whigs                      |                            |
|      | 1835                               | John Elley               | John Ramsbottom, junior in seguito John Ramsbottom | Conservatore               | Whigs                      |                            |
|      | 1837                               | Robert Gordon            | John Ramsbottom, junior in seguito John Ramsbottom | Whigs                      | Whigs                      |                            |
|      | 1841                               | Ralph Neville            | John Ramsbottom, junior in seguito John Ramsbottom | Conservatore               | Whigs                      |                            |
|      | 1845                               | Ralph Neville            | George Alexander Reid                              | Conservatore               | Conservatore               |                            |
|      | 1847                               | Lord John Hay            | George Alexander Reid                              | Whigs                      | Conservatore               |                            |
| 1850 | John Hatchell                      |                          | George Alexander Reid                              | Whigs                      | Conservatore               |                            |
|      | John Hatchell                      | 1852                     | Charles William Grenfell                           | Whigs                      | Whigs                      |                            |
|      | 1852                               | Lord Charles Wellesley   | Charles William Grenfell                           | Conservatore               | Whigs                      |                            |
|      | 1855                               | Samson Ricardo           | Charles William Grenfell                           | Whigs                      | Whigs                      |                            |
|      | 1857                               | William Vansittart       | Charles William Grenfell                           | Conservatore               | Whigs                      |                            |
|      | 1859                               | William Vansittart       | George William Hope                                | Conservatore               | Conservatore               |                            |
| 1863 | Richard Vyse                       | William Vansittart       |                                                    | Conservatore               | Conservatore               |                            |
|      |                                    | 1865                     | Sir Henry Ainslie Hoare, Bt                        | Liberale                   | Henry Labouchere           | Liberale                   |
| 1866 | Charles Edwards                    | Roger Eykyn              |                                                    | Liberale                   |                            | Liberale                   |

### Deputati nel periodo 1868-1974
Dal 1868 il collegio divenne uninominale.
| Elezione | Elezione                | Membro                    | Partito           |
| -------- | ----------------------- | ------------------------- | ----------------- |
|          | 1868                    | Roger Eykyn               | Liberale          |
|          | 1874                    | Robert Richardson-Gardner | Conservatore      |
| 1890     | Sir Francis Barry       |                           | Conservatore      |
| 1906     | James Francis Mason     |                           | Conservatore      |
| 1918     | Ernest Gardner          |                           | Conservatore      |
| 1922     | Sir Annesley Somerville |                           | Conservatore      |
| 1942     | Charles Mott-Radclyffe  |                           | Conservatore      |
| 1970     | Alan Glyn               |                           | Conservatore      |
|          | Feb 1974                | Collegio abolito          | Collegio abolito  |
|          | 1997                    | Collegio ricreato         | Collegio ricreato |
|          | 1997                    | Michael Trend             | Conservatore      |
| 2005     | Adam Afriyie            |                           | Conservatore      |
| 2024     | Jack Rankin             |                           | Conservatore      |

## Elezioni

### Elezioni negli anni 2020
| Partito                    | Partito                                   | Candidato                  | Risultati 4 luglio 2024 | Risultati 4 luglio 2024 |
| Partito                    | Partito                                   | Candidato                  | Voti                    | %                       |
| -------------------------- | ----------------------------------------- | -------------------------- | ----------------------- | ----------------------- |
|                            | Conservatore                              | Jack Rankin                | 16 483                  | 36,43                   |
|                            | Laburista                                 | Pavitar Mann               | 10 026                  | 22,16                   |
|                            | Lib Dem                                   | Julian Tisi                | 9 539                   | 21,08                   |
|                            | Reform UK                                 | Harl Grewal                | 4 660                   | 10,30                   |
|                            | Verde                                     | Michael Boyle              | 2 288                   | 5,06                    |
|                            | Indipendente                              | David Buckley              | 1 629                   | 3,60                    |
|                            | Workers                                   | Simran Dhillon             | 621                     | 1,37                    |
|                            |                                           |                            |                         |                         |
| Iscritti                   | Iscritti                                  | Iscritti                   | 73 334                  | 100,00                  |
| ↳ Votanti (% su iscritti)  | ↳ Votanti (% su iscritti)                 | ↳ Votanti (% su iscritti)  | 45 419                  | 61,93                   |
| ↳ Astenuti (% su iscritti) | ↳ Astenuti (% su iscritti)                | ↳ Astenuti (% su iscritti) | 27 915                  | 38,07                   |
|                            |                                           |                            |                         |                         |
|                            | Esito: collegio confermato a Conservatore |                            |                         |                         |

### Elezioni negli anni 2010
| Partito                    | Partito                                   | Candidato                  | Risultati 12 dicembre 2019 | Risultati 12 dicembre 2019 |
| Partito                    | Partito                                   | Candidato                  | Voti                       | %                          |
| -------------------------- | ----------------------------------------- | -------------------------- | -------------------------- | -------------------------- |
|                            | Conservatore                              | Adam Afriyie               | 31 501                     | 58,61                      |
|                            | Lib Dem                                   | Julian Tisi                | 11 422                     | 21,25                      |
|                            | Laburista                                 | Peter Shearman             | 8 147                      | 15,16                      |
|                            | Verdi                                     | Fintan McKeown             | 1 796                      | 3,34                       |
|                            | Indipendente                              | David Buckley              | 508                        | 0,95                       |
|                            | Indipendente                              | Wisdom Da Costa            | 376                        | 0,70                       |
|                            |                                           |                            |                            |                            |
| Iscritti                   | Iscritti                                  | Iscritti                   | 75 038                     | 100,00                     |
| ↳ Votanti (% su iscritti)  | ↳ Votanti (% su iscritti)                 | ↳ Votanti (% su iscritti)  | 53 750                     | 71,63                      |
| ↳ Astenuti (% su iscritti) | ↳ Astenuti (% su iscritti)                | ↳ Astenuti (% su iscritti) | 21 288                     | 28,37                      |
|                            |                                           |                            |                            |                            |
|                            | Esito: collegio confermato a Conservatore |                            |                            |                            |

| Partito                    | Partito                                   | Candidato                  | Risultati 8 giugno 2017 | Risultati 8 giugno 2017 |
| Partito                    | Partito                                   | Candidato                  | Voti                    | %                       |
| -------------------------- | ----------------------------------------- | -------------------------- | ----------------------- | ----------------------- |
|                            | Conservatore                              | Adam Afriyie               | 34 718                  | 64,39                   |
|                            | Laburista                                 | Peter Shearman             | 12 334                  | 22,87                   |
|                            | Lib Dem                                   | Julian Tisi                | 5 434                   | 10,08                   |
|                            | Verdi                                     | Fintan McKeown             | 1 435                   | 2,66                    |
|                            |                                           |                            |                         |                         |
| Iscritti                   | Iscritti                                  | Iscritti                   | 73 562                  | 100,00                  |
| ↳ Votanti (% su iscritti)  | ↳ Votanti (% su iscritti)                 | ↳ Votanti (% su iscritti)  | 53 921                  | 73,30                   |
| ↳ Astenuti (% su iscritti) | ↳ Astenuti (% su iscritti)                | ↳ Astenuti (% su iscritti) | 19 641                  | 26,70                   |
|                            |                                           |                            |                         |                         |
|                            | Esito: collegio confermato a Conservatore |                            |                         |                         |

| Partito                    | Partito                                   | Candidato                  | Risultati 7 maggio 2015 | Risultati 7 maggio 2015 |
| Partito                    | Partito                                   | Candidato                  | Voti                    | %                       |
| -------------------------- | ----------------------------------------- | -------------------------- | ----------------------- | ----------------------- |
|                            | Conservatore                              | Adam Afriyie               | 31 797                  | 63,39                   |
|                            | Laburista                                 | Fiona Dent                 | 6 714                   | 13,39                   |
|                            | UKIP                                      | Tariq Malik                | 4 992                   | 9,95                    |
|                            | Lib Dem                                   | George Fussey              | 4 323                   | 8,62                    |
|                            | Verdi                                     | Derek Wall                 | 1 834                   | 3,66                    |
|                            | Indipendente                              | Wisdom Da Costa            | 500                     | 1,00                    |
|                            |                                           |                            |                         |                         |
| Iscritti                   | Iscritti                                  | Iscritti                   | 71 554                  | 100,00                  |
| ↳ Votanti (% su iscritti)  | ↳ Votanti (% su iscritti)                 | ↳ Votanti (% su iscritti)  | 50 160                  | 70,10                   |
| ↳ Astenuti (% su iscritti) | ↳ Astenuti (% su iscritti)                | ↳ Astenuti (% su iscritti) | 21 394                  | 29,90                   |
|                            |                                           |                            |                         |                         |
|                            | Esito: collegio confermato a Conservatore |                            |                         |                         |

| Partito                    | Partito                                   | Candidato                  | Risultati 6 maggio 2010 | Risultati 6 maggio 2010 |
| Partito                    | Partito                                   | Candidato                  | Voti                    | %                       |
| -------------------------- | ----------------------------------------- | -------------------------- | ----------------------- | ----------------------- |
|                            | Conservatore                              | Adam Afriyie               | 30 172                  | 60,85                   |
|                            | Lib Dem                                   | Julian Tisi                | 11 118                  | 22,42                   |
|                            | Laburista                                 | Amanjit Jhund              | 4 910                   | 9,90                    |
|                            | UKIP                                      | John-Paul Rye              | 1 612                   | 3,25                    |
|                            | BNP                                       | Peter Phillips             | 950                     | 1,92                    |
|                            | Verdi                                     | Derek Wall                 | 628                     | 1,27                    |
|                            | Indipendente                              | Peter Hooper               | 198                     | 0,40                    |
|                            |                                           |                            |                         |                         |
| Iscritti                   | Iscritti                                  | Iscritti                   | 69 548                  | 100,00                  |
| ↳ Votanti (% su iscritti)  | ↳ Votanti (% su iscritti)                 | ↳ Votanti (% su iscritti)  | 49 588                  | 71,30                   |
| ↳ Astenuti (% su iscritti) | ↳ Astenuti (% su iscritti)                | ↳ Astenuti (% su iscritti) | 19 960                  | 28,70                   |
|                            |                                           |                            |                         |                         |
|                            | Esito: collegio confermato a Conservatore |                            |                         |                         |

### Elezioni negli anni 2000
| Partito                    | Partito                                   | Candidato                  | Risultati 5 maggio 2005 | Risultati 5 maggio 2005 |
| Partito                    | Partito                                   | Candidato                  | Voti                    | %                       |
| -------------------------- | ----------------------------------------- | -------------------------- | ----------------------- | ----------------------- |
|                            | Conservatore                              | Adam Afriyie               | 21 646                  | 49,54                   |
|                            | Lib Dem                                   | Antony Wood                | 11 354                  | 25,99                   |
|                            | Laburista                                 | Mark Muller                | 8 339                   | 19,09                   |
|                            | UKIP                                      | David Black                | 1 098                   | 2,51                    |
|                            | Verdi                                     | Derek Wall                 | 1 074                   | 2,46                    |
|                            | Indipendente                              | Peter Hooper               | 182                     | 0,42                    |
|                            |                                           |                            |                         |                         |
| Iscritti                   | Iscritti                                  | Iscritti                   | 66 805                  | 100,00                  |
| ↳ Votanti (% su iscritti)  | ↳ Votanti (% su iscritti)                 | ↳ Votanti (% su iscritti)  | 43 693                  | 65,40                   |
| ↳ Astenuti (% su iscritti) | ↳ Astenuti (% su iscritti)                | ↳ Astenuti (% su iscritti) | 23 112                  | 34,60                   |
|                            |                                           |                            |                         |                         |
|                            | Esito: collegio confermato a Conservatore |                            |                         |                         |

| Partito                    | Partito                                   | Candidato                  | Risultati 7 giugno 2001 | Risultati 7 giugno 2001 |
| Partito                    | Partito                                   | Candidato                  | Voti                    | %                       |
| -------------------------- | ----------------------------------------- | -------------------------- | ----------------------- | ----------------------- |
|                            | Conservatore                              | Michael Trend              | 19 900                  | 47,26                   |
|                            | Lib Dem                                   | Nick Pinfield              | 11 011                  | 26,15                   |
|                            | Laburista                                 | Mark Muller                | 10 137                  | 24,07                   |
|                            | UKIP                                      | John Fagan                 | 1 062                   | 2,52                    |
|                            |                                           |                            |                         |                         |
| Iscritti                   | Iscritti                                  | Iscritti                   | 73 852                  | 100,00                  |
| ↳ Votanti (% su iscritti)  | ↳ Votanti (% su iscritti)                 | ↳ Votanti (% su iscritti)  | 42 110                  | 57,02                   |
| ↳ Astenuti (% su iscritti) | ↳ Astenuti (% su iscritti)                | ↳ Astenuti (% su iscritti) | 31 742                  | 42,98                   |
|                            |                                           |                            |                         |                         |
|                            | Esito: collegio confermato a Conservatore |                            |                         |                         |

## Risultati dei referendum

### Referendum sulla permanenza del Regno Unito nell'Unione europea del 2016
|             | Collegio    | Lasciare UE % | Rimanere in UE % |
| ----------- | ----------- | ------------- | ---------------- |
|             | Windsor     | 46,0%         | 54,0%            |
|             | Inghilterra | 53,3%         | 46,7%            |
| Regno Unito | 51,9%       | 48,1%         |                  |